# Gifbelt
Een gifbelt is een plaats waar veel giftig afval is gestort, en het gif nog aanwezig is in de grond.
Een bekend instituut dat de probleemgevallen wereldwijd probeert te identificeren is het Blacksmith Institute.

## Gifbelten in Nederland
- Volgermeerpolder
- Griftpark
- Lekkerkerk
- Teerputten van Vasse
- Kleigaten Steenbakkerweg Borne[1]